# End-of-year Internationals 2008
Die End-of-year Internationals 2008 (auch als Autumn Internationals 2008 bezeichnet) waren eine vom 1. November bis zum 3. Dezember stattfindende Serie von internationalen Rugby-Union-Spielen zwischen Mannschaften der ersten und zweiten Stärkeklasse.
Am 3. Dezember fand das erste Rugbyspiel im neuen Wembley-Stadion statt, wobei Australien gegen die Barbarians spielte. Neuseeland absolvierte zum dritten Mal erfolgreich eine Grand Slam Tour. Am 1. November fand zwischen Australien und Neuseeland in Hongkong das erste Spiel um den Bledisloe Cup im Ausland statt.

## Ergebnisse

### Woche 1
| 1. November 2008 16:30 | Australien                                                      | 14 : 19 HKT    | Neuseeland                                                                           | Hong Kong Stadium, Hongkong Zuschauer: 39.000 Schiedsrichter: Alan Lewis (Irland) |
| 1. November 2008 16:30 | Versuche: Mitchell (2) 7. erh., 27. erh. Erhöhungen: Giteau (2) | (14:9) Bericht | Versuche: Sivivatu 42. n.erh. McCaw 63. n.erh. Straftritte: Carter (3) 14., 24., 32. | Hong Kong Stadium, Hongkong Zuschauer: 39.000 Schiedsrichter: Alan Lewis (Irland) |

| 1. November 2008 17:00 WEZ | Portugal                                               | 13 : 21        | Kanada                                                                          | Estádio Universitário de Lisboa, Lissabon Schiedsrichter: Peter Allan (Schottland) |
| 1. November 2008 17:00 WEZ | Versuche: Silva Erhöhungen: Leal Straftritte: Leal (2) | (7:11) Bericht | Versuche: Kleeberger Pritchard Erhöhungen: Pritchard Straftritte: Pritchard (3) | Estádio Universitário de Lisboa, Lissabon Schiedsrichter: Peter Allan (Schottland) |

### Woche 2
| 8. November 2008 14:30 WEZ | England | 39 : 13         | Pacific Islanders                                                              | Twickenham Stadium, London Zuschauer: 55.427 Schiedsrichter: Matt Goddard (Australien) |
| 8. November 2008 14:30 WEZ | Versuche: Sackey (2) 14. erh., 75. n.erh. Cipriani 37. erh. Kennedy 44. erh. Mears 68. erh. Erhöhungen: Cipriani (4) Straftritte: Cipriani (2) 10., 32. | (20:10) Bericht | Versuche: Rabeni 15. erh. Erhöhungen: Hola (1/1) Straftritte: Hola 40. Bai 56. | Twickenham Stadium, London Zuschauer: 55.427 Schiedsrichter: Matt Goddard (Australien) |

| 8. November 2008 14:30 WEZ | Wales                                                  | 15 : 20        | Südafrika                                                                                              | Millennium Stadium, Cardiff Zuschauer: 74.119 Schiedsrichter: Alain Rolland (Irland) |
| 8. November 2008 14:30 WEZ | Straftritte: Halfpenny 29. Hook (4) 57., 59., 63., 73. | (3:13) Bericht | Versuche: Jacobs 6. erh. de Villiers 52. erh. Erhöhungen: Pienaar (2) Straftritte: Pienaar (2) 9., 37. | Millennium Stadium, Cardiff Zuschauer: 74.119 Schiedsrichter: Alain Rolland (Irland) |

| 8. November 2008 15:00 MEZ | Italien | 20 : 30         | Australien | Stadio Euganeo, Padua Zuschauer: 35.000 Schiedsrichter: Bryce Lawrence (Neuseeland) |
| 8. November 2008 15:00 MEZ | Versuche: Bergamasco 30. n.erh. Straftritte: Marcato (2) 7., 12. Orquera (2) 53., 60. Dropgoals: Marcato 26. | (14:14) Bericht | Versuche: Turner 9. n.erh. Cooper 73. erh. Erhöhungen: Giteau (1) Straftritte: Mortlock 3. Giteau (5) 18., 39., 48., 51., 78. | Stadio Euganeo, Padua Zuschauer: 35.000 Schiedsrichter: Bryce Lawrence (Neuseeland) |

| 8. November 2008 16:00 MST | Vereinigte Staaten | 43 : 9        | Uruguay                                | Rio Tinto Stadium, Sandy Zuschauer: 5.060 Schiedsrichter: Roman Poite (Frankreich) |
| 8. November 2008 16:00 MST | Versuche: Clever 3. erh. Wyles 52. erh. DeBartolo 56. erh. Ngwenya 59. erh. Emerick 76. erh. Erskine 80.+2 n.erh Erhöhungen: Hercus (4) Malifa Straftritte: Hercus 50. | (7:9) Bericht | Straftritte: Arocena (3) 10., 17., 21. | Rio Tinto Stadium, Sandy Zuschauer: 5.060 Schiedsrichter: Roman Poite (Frankreich) |

| 8. November 2008 17:15 WEZ | Irland | 55 : 0         | Kanada | Thomond Park, Limerick Zuschauer: 21.500 Schiedsrichter: Christophe Berdos (Frankreich) |
| 8. November 2008 17:15 WEZ | Versuche: Earls 3. erh. Kearney (2) 13. erh., 35. erh. Heaslip 30. erh. Bowe (2) 40. erh., 80. n.erh. Wallace 68. erh. Quinlan 80. n.erh. Erhöhungen: O’Gara (5) P. Wallace Straftritte: O’Gara 7. | (33:0) Bericht |        | Thomond Park, Limerick Zuschauer: 21.500 Schiedsrichter: Christophe Berdos (Frankreich) |

| 8. November 2008 17:15 WEZ | Schottland                        | 6 : 32         | Neuseeland | Murrayfield Stadium, Edinburgh Zuschauer: 51.511 Schiedsrichter: Wayne Barnes (England) |
| 8. November 2008 17:15 WEZ | Straftritte: Paterson (2) 2., 22. | (6:18) Bericht | Versuche: Tuitavake 8. erh. Weepu 26. n.erh. Kahui 41. erh. Boric 73. erh. Erhöhungen: Donald (2) Carter Straftritte: Donald (2) 5., 19. | Murrayfield Stadium, Edinburgh Zuschauer: 51.511 Schiedsrichter: Wayne Barnes (England) |

| 8. November 2008 21:00 MEZ | Frankreich                                                      | 12 : 6        | Argentinien                         | Stade Vélodrome, Marseille Zuschauer: 57.300 Schiedsrichter: Jonathan Kaplan (Südafrika) |
| 8. November 2008 21:00 MEZ | Straftritte: Skrela (2) 29., 79. Baby 32. Dropgoals: Skrela 11. | (9:6) Bericht | Straftritte: Contepomi (2) 27., 36. | Stade Vélodrome, Marseille Zuschauer: 57.300 Schiedsrichter: Jonathan Kaplan (Südafrika) |

- Kaplan leitete zum 46. Mal ein Test Match als Schiedsrichter und übertraf damit die bisherige Bestmarke von Paul Honiss.

| 8. November 2008 | Connacht | 27 : 11 | Portugal XV | Galway Sportsground, Galway |
| 8. November 2008 |          |         |             | Galway Sportsground, Galway |

### Woche 3
| 14. November 2008 | Schottland A | 69 : 3 | Georgien | Glasgow |
| 14. November 2008 |              |        |          | Glasgow |

| 14. November 2008 19:30 WEZ | Wales | 34 : 13        | Kanada                                                                                  | Millennium Stadium, Cardiff Zuschauer: 59.326 Schiedsrichter: Stuart Dickinson (Australien) |
| 14. November 2008 19:30 WEZ | Versuche: Stoddart 24. n.erh. Halfpenny (2) 39. n.erh., 80. erh. Strafversuch (2) 58. erh., 70. erh. Erhöhungen: Biggar (3) Straftritte: Biggar 46. | (10:6) Bericht | Versuche: Smith 74. erh. Erhöhungen: Van Camp (1/1) Straftritte: Pritchard (2) 10., 31. | Millennium Stadium, Cardiff Zuschauer: 59.326 Schiedsrichter: Stuart Dickinson (Australien) |

| 15. November 2008 14:30 WEZ | England                                                                                | 14 : 28         | Australien | Twickenham Stadium, London Zuschauer: 80.688 Schiedsrichter: Steve Walsh (Neuseeland) |
| 15. November 2008 14:30 WEZ | Versuche: Easter 36. n.erh. Straftritte: Cipriani (2) 40., 52. Dropgoals: Armitage 22. | (11:12) Bericht | Versuche: Ashley-Cooper 69. erh. Erhöhungen: Giteau (1) Straftritte: Giteau (6) 3., 6., 28., 32., 54., 58. Mortlock 64. | Twickenham Stadium, London Zuschauer: 80.688 Schiedsrichter: Steve Walsh (Neuseeland) |

| 15. November 2008 14:30 WEZ | Schottland                                                              | 10 : 14        | Südafrika                                                          | Murrayfield Stadium, Edinburgh Zuschauer: 36.037 Schiedsrichter: Dave Pearson (England) |
| 15. November 2008 14:30 WEZ | Versuche: Hines 39. erh. Erhöhungen: Godman (1) Straftritte: Godman 28. | (10:0) Bericht | Versuche: Fourie 57. n.erh. Straftritte: Pienaar (3) 46., 55., 66. | Murrayfield Stadium, Edinburgh Zuschauer: 36.037 Schiedsrichter: Dave Pearson (England) |

| 15. November 2008 15:00 MEZ | Frankreich | 42 : 17         | Pacific Islanders                                                 | Stade Auguste-Bonal, Montbéliard Zuschauer: 19.645 Schiedsrichter: Nigel Owens (Wales) |
| 15. November 2008 15:00 MEZ | Versuche: Tillous-Borde 24. erh. Szarzewski 27. erh. Heymans 46. n.erh. Picamoles 70. erh. Médard 75. erh. Erhöhungen: Skrela (4) Straftritte: Skrela (3) 7., 50., 60. | (17:12) Bericht | Versuche: Taione 77. n.erh. Straftritte: Bai (4) 2., 9., 34., 40. | Stade Auguste-Bonal, Montbéliard Zuschauer: 19.645 Schiedsrichter: Nigel Owens (Wales) |

| 15. November 2008 15:00 MEZ | Italien                                                                            | 14 : 22       | Argentinien                                                                                                | Olympiastadion, Turin Zuschauer: 27.000 Schiedsrichter: Marius Jonker (Südafrika) |
| 15. November 2008 15:00 MEZ | Versuche: Masi 80. n.erh. Straftritte: Marcato (2) 31., 53. Dropgoals: Marcato 44. | (3:9) Bericht | Versuche: Carballo 49. erh. Erhöhungen: Contepomi (1) Straftritte: Contepomi (5) 26., 38., 40.+1, 43., 74. | Olympiastadion, Turin Zuschauer: 27.000 Schiedsrichter: Marius Jonker (Südafrika) |

| 15. November 2008 17:15 WEZ | Irland                  | 3 : 22         | Neuseeland | Croke Park, Dublin Zuschauer: 77.500 Schiedsrichter: Mark Lawrence (Südafrika) |
| 15. November 2008 17:15 WEZ | Straftritte: O’Gara 38. | (3:10) Bericht | Versuche: Strafversuch 40.+2 erh. Nonu 47. erh. Thorn 53. n.erh. Erhöhungen: Carter (2) Straftritte: Carter 26. | Croke Park, Dublin Zuschauer: 77.500 Schiedsrichter: Mark Lawrence (Südafrika) |

| 16. November 2008 15:00 JST | Japan | 29 : 19         | Vereinigte Staaten                                                                   | Mizuho-Rugbystadion, Nagoya Zuschauer: 5.111 Schiedsrichter: Peter Fitzgibbon (Irland) |
| 16. November 2008 15:00 JST | Versuche: Holani 33. erh. Endo 45. erh. Erhöhungen: Nicholas (2) Straftritte: Nicholas (4) 3., 43., 53., 77. Webb 59. | (10:14) Bericht | Versuche: MacDonald 9. erh. Ngwenya 39. erh. Welch 69. n.erh. Erhöhungen: Hercus (2) | Mizuho-Rugbystadion, Nagoya Zuschauer: 5.111 Schiedsrichter: Peter Fitzgibbon (Irland) |

### Woche 4
| 22. November 2008 14:30 WEZ | England                           | 6 : 42         | Südafrika | Twickenham Stadium, London Zuschauer: 81.113 Schiedsrichter: Nigel Owens (Wales) |
| 22. November 2008 14:30 WEZ | Straftritte: Cipriani (2) 2., 29. | (6:20) Bericht | Versuche: Rossouw 15. erh. Pienaar 19. erh. Jacobs 51. erh. Fourie 77. erh. Habana 80. n.erh. Erhöhungen: Pienaar (3) Steyn (1) Straftritte: Pienaar (3) 6., 25., 63. | Twickenham Stadium, London Zuschauer: 81.113 Schiedsrichter: Nigel Owens (Wales) |

| 22. November 2008 14:45 WEZ | Irland                                                                                | 17 : 3        | Argentinien                | Croke Park, Dublin Zuschauer: 68.352 Schiedsrichter: Bryce Lawrence (Neuseeland) |
| 22. November 2008 14:45 WEZ | Versuche: Bowe 77. n.erh. Straftritte: O’Gara (3) 39., 50., 75. Dropgoals: O’Gara 69. | (3:3) Bericht | Straftritte: Fernández 36. | Croke Park, Dublin Zuschauer: 68.352 Schiedsrichter: Bryce Lawrence (Neuseeland) |

| 22. November 2008 14:45 WEZ | Schottland | 41 : 0         | Kanada | Pittodrie Stadium, Aberdeen Zuschauer: 17.651 Schiedsrichter: George Clancy (Irland) |
| 22. November 2008 14:45 WEZ | Versuche: Walker (2) 2. n.erh., 70. erh. Cairns 37. erh. Barclay 42. erh. Strokosch 56. erh. Lamont 73. n.erh. Erhöhungen: Godman (3) Parks Straftritte: Godman 34. | (15:0) Bericht |        | Pittodrie Stadium, Aberdeen Zuschauer: 17.651 Schiedsrichter: George Clancy (Irland) |

| 22. November 2008 15:00 MEZ | Italien                                                                                           | 17 : 25         | Pacific Islanders                                                                                            | Stadio Giglio, Reggio nell’Emilia Zuschauer: 13.595 Schiedsrichter: Wayne Barnes (England) |
| 22. November 2008 15:00 MEZ | Versuche: Ghiraldini 16. erh. Bergamasco 65. erh. Erhöhungen: Marcato (2) Straftritte: Marcato 6. | (10:22) Bericht | Versuche: Delasau (2) 3. erh., 29. n.erh. Ratuvou 40. erh. Erhöhungen: Bai (2) Straftritte: Bai (2) 18., 42. | Stadio Giglio, Reggio nell’Emilia Zuschauer: 13.595 Schiedsrichter: Wayne Barnes (England) |

| 22. November 2008 17:15 WEZ | Wales                               | 9 : 29        | Neuseeland | Millennium Stadium, Cardiff Zuschauer: 74.076 Schiedsrichter: Jonathan Kaplan (Südafrika) |
| 22. November 2008 17:15 WEZ | Straftritte: Jones (3) 2., 14., 23. | (9:6) Bericht | Versuche: Nonu 55. erh. Kaino 80.+1 erh. Erhöhungen: Carter (2) Straftritte: Carter (5) 17., 40., 42., 64., 74. | Millennium Stadium, Cardiff Zuschauer: 74.076 Schiedsrichter: Jonathan Kaplan (Südafrika) |

| 22. November 2008 19:15 JST | Japan | 32 : 17 | Vereinigte Staaten                                                                         | Prinz-Chichibu-Rugbystadion, Tokio Zuschauer: 11.836 Schiedsrichter: Peter Fitzgibbon (Irland) |
| 22. November 2008 19:15 JST | Versuche: Hatakeyama 7. n.erh. Tomioka 28. erh. Webb 31. erh. Kikutani 63. erh. Erhöhungen: Nicholas (3/4) Straftritte: Nicholas (2) 48., 68. | (19:10) | Versuche: Wyles 1. n.erh. Ngwenya 40.+1 n.erh. van der Giessen 50. erh. Erhöhungen: Hercus | Prinz-Chichibu-Rugbystadion, Tokio Zuschauer: 11.836 Schiedsrichter: Peter Fitzgibbon (Irland) |

| 22. November 2008 21:00 MEZ | Frankreich                                                                                       | 13 : 18        | Australien                                                                                    | Stade de France, Saint-Denis Zuschauer: 79.231 Schiedsrichter: Craig Joubert (Südafrika) |
| 22. November 2008 21:00 MEZ | Versuche: Strafversuch 39. erh. Erhöhungen: Skrela Straftritte: Skrela 48. Dropgoals: Médard 51. | (7:10) Bericht | Versuche: Moore 31. erh. Hynes 57. n.erh. Erhöhungen: Giteau Straftritte: Giteau (2) 28., 74. | Stade de France, Saint-Denis Zuschauer: 79.231 Schiedsrichter: Craig Joubert (Südafrika) |

### Woche 5
| 29. November 2008 14:30 WEZ | England                             | 6 : 32         | Neuseeland | Twickenham Stadium, London Zuschauer: 81.180 Schiedsrichter: Alain Rolland (Irland) |
| 29. November 2008 14:30 WEZ | Straftritte: Flood 17. Armitage 49. | (3:12) Bericht | Versuche: Muliaina (2) 58. n.erh., 66. n.erh. Nonu 72. erh. Erhöhungen: Carter Straftritte: Carter (5) 15., 27., 36., 39., 62. | Twickenham Stadium, London Zuschauer: 81.180 Schiedsrichter: Alain Rolland (Irland) |

- Neuseeland gelang mit diesem Sieg zum dritten Mal nach 1978 und 2005 eine Grand Slam Tour.

| 29. November 2008 14:30 WEZ | Wales | 21 : 18         | Australien | Millennium Stadium, Cardiff Zuschauer: 74.314 Schiedsrichter: Alan Lewis (Irland) |
| 29. November 2008 14:30 WEZ | Versuche: Williams 4. n.erh. Byrne 32. erh. Erhöhungen: Jones Straftritte: Jones (2) 28., 78. Dropgoals: Jones 68. | (15:10) Bericht | Versuche: Chisholm 14. erh. Ioane 79. n.erh. Erhöhungen: Giteau Straftritte: Giteau 46. Dropgoals: Giteau 25. | Millennium Stadium, Cardiff Zuschauer: 74.314 Schiedsrichter: Alan Lewis (Irland) |

| 3. Dezember 2008 19:45 WEZ | Barbarians                                                        | 11 : 18        | Australien                                                                                          | Wembley Stadium, London Zuschauer: 43.600 Schiedsrichter: Chris White (England) |
| 3. Dezember 2008 19:45 WEZ | Versuche: Collins 62. n.erh. Straftritte: Montgomery (2) 35., 39. | (6:13) Bericht | Versuche: Tuqiri 13. erh. Turner 78. n.erh. Erhöhungen: O’Connor Straftritte: O’Connor (2) 20., 23. | Wembley Stadium, London Zuschauer: 43.600 Schiedsrichter: Chris White (England) |